# Chiesa dell'Immacolata (Soraga di Fassa)
La chiesa dell'Immacolata è una chiesa cattolica situata a Soraga di Fassa, in provincia di Trento; è sussidiaria della parrocchiale dei Santi Pietro e Paolo di Soraga e fa parte dell'arcidiocesi di Trento.

## Storia

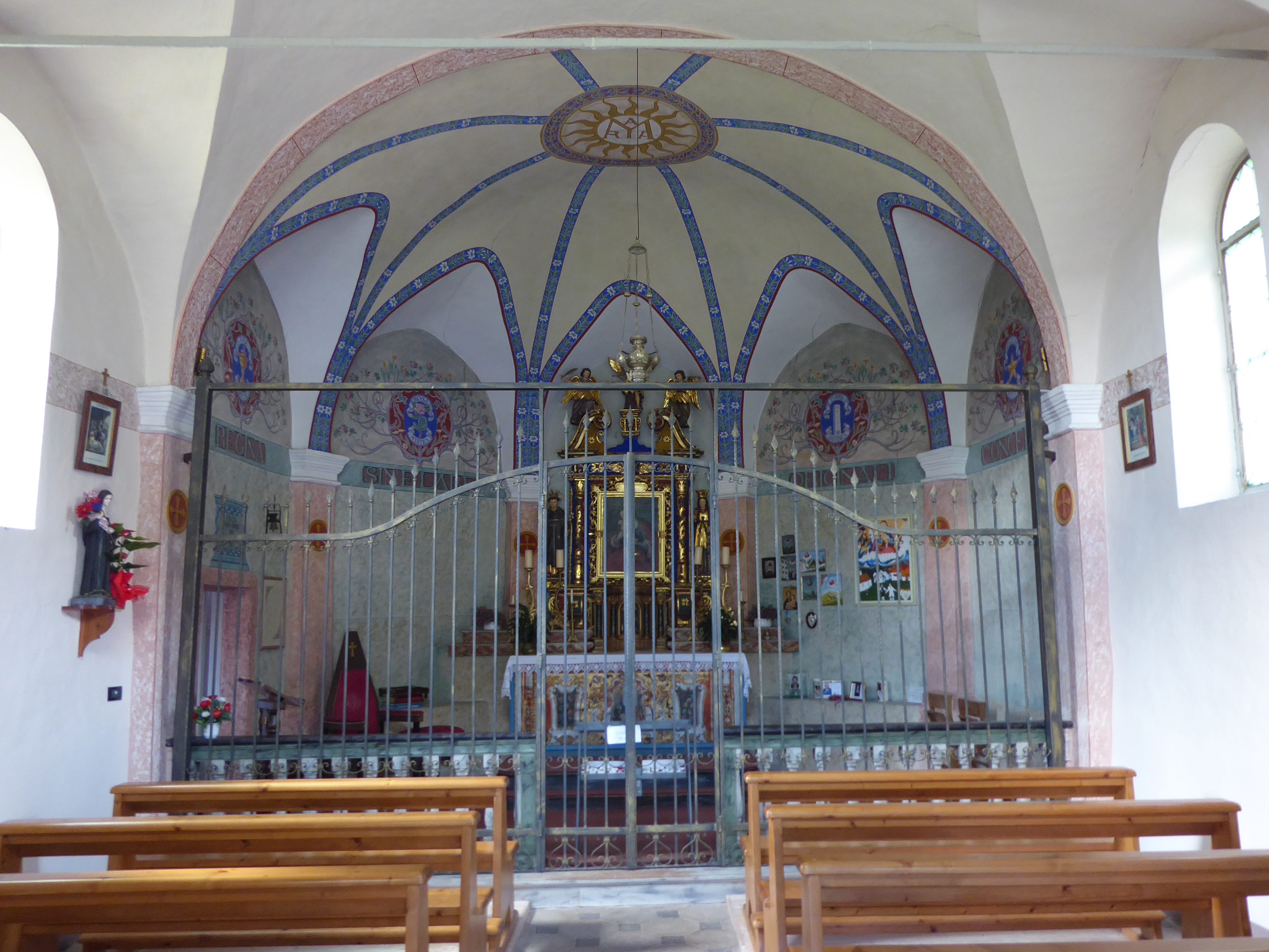
Interno

Sulla fondazioni di questa chiesa si hanno notizie discordanti; la tradizione locale la vuole costruita nel 1476 da Giovan Battista Brunel, cancelliere a Vigo di Fassa, per espiare l'annullamento del suo primo matrimonio (la famiglia Brunel ne fu in effetti proprietaria fino al 1927); una prima citazione documentale, di cui però non vi è certezza, sarebbe quindi collocabile nel 1567. Analisi stilistiche dell'edificio avallano invece l'ipotesi che la chiesa sia stata costruita intorno al 1662 (data che appare sopra alla porta della sagrestia), con l'aggiunta del campanile nel 1689 (data riportata sul lato settentrionale della cella).
La chiesa divenne meta di pellegrinaggi e venne decorata da numerosissime immagini votive. Nel 1818 passò, assieme a tutto il territorio della pieve di Fassa a cui era soggetta, dalla diocesi di Bressanone a quella di Trento; seguì nel 1825 un ampliamento su cui non si hanno dettagli. Nel 1927 la proprietà della chiesa passò alla parrocchia di Soraga, e l'anno seguente l'edificio venne restaurato e l'interno venne decorato dal pittore Giuseppe Zuliani.
Tra il 1965 e il 1975 è stato realizzato l'adeguamento liturgico, mediante l'aggiunta di mobilio eterogeneo; nel 1998 l'edificio è stato completamente restaurato. 
Negli anni ottanta vennero trafugati tutti gli ex voto, alcune statue e la pala d'altare; quest'ultima è stata recuperata dalla polizia a Vienna, e restituita alla chiesa nel 2019, mentre alcuni ex voto sono stati riprodotti fedelmente e ricollocati sulle pareti.

## Descrizione

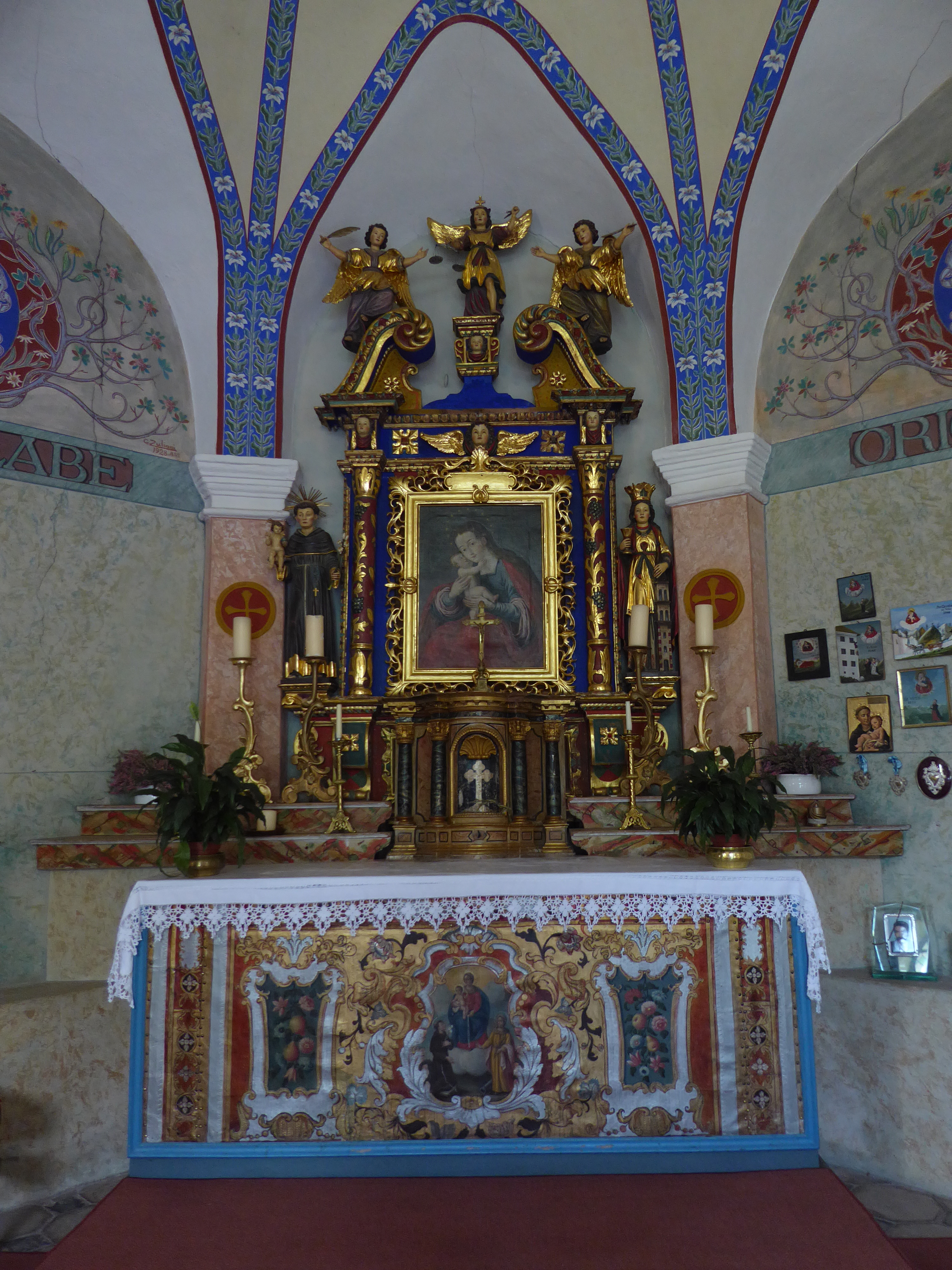
Altare

### Esterno
La chiesa si trova al centro di Barbide, paese ormai completamente assorbito dal centro abitato di Soraga; è realizzata con murature in pietrame intonacate e coperta da un tetto in scandole di legno, e risale al primo periodo barocco. Si presenta con facciata a capanna, aperta dal portale e da quattro finestre: due quadrangolari ai lati dell'accesso, una a lunetta al centro del prospetto, e un oculo sotto al colmo del tetto. 
I fianchi dell'edificio sono lisci, dotati ciascuno di una monofora centinata, con quello sinistro in gran parte oscurato dai corpi della sagrestia e del campanile. Quest'ultimo è una torre a base quadrata, con feritoie lungo il fusto e ingresso indipendente sul fianco sud-est; la cella campanaria, aperta da monofore centinate, poggia su un cornicione modanato sporgente ed è coperta da una cuspide piramidale in legno.

### Interno
L'interno, tutto pavimentato in seminato alla veneziana, ha una piccola navata voltata a lunetta e suddivisa in due campate da coppie di lesene connesse da arcate a tutto sesto. 
L'aula termina con l'arco santo a sesto ribassato, chiusa da una cancellata in ferro battuto: oltre ad essa si trova il presbiterio, rialzato di un piccolo gradino e terminante con un'abside poligonale
Volta e pareti del presbiterio sono orante da dipinti murali a tempera, che includono una fascia corrente tra le lesene (che continua anche in navata) in cui è riportata la scritta latina Regina sine labe originali concepta ("Regina concepita senza peccato originale"), così come immagini di quattro titoli mariani tratti dalle Litanie lauretane (Vas spirituale, Rosa mystica, Turris davidica e Stella matutina).